# E-manuscripta

Logo der Schweizer Website e-manuscripta.ch

e-manuscripta ist eine Präsentationsplattform für digitalisierte Handschriften, die von den drei Schweizer Hochschulbibliotheken Zentralbibliothek Zürich, Universitätsbibliothek Basel und der ETH-Bibliothek Zürich aufgebaut wurde. Bislang wurden über 15‘000 handschriftliche Quellen digitalisiert (Stand Januar 2025). Das Spektrum reicht von Texten aus Einzel- und Sammelhandschriften, Briefen und Archivgut über Musikhandschriften bis hin zu Manuskriptkarten und anderen graphischen Materialien. Jeder teilnehmenden Institution ist es überlassen, im von e-manuscripta gesteckten Rahmen die sie auszeichnenden Bestände auszuwählen, zu digitalisieren und aufzuschalten.
Die Geschäftsstelle von e-manuscripta hat ihren Sitz in der Zentralbibliothek Zürich, die ETH-Bibliothek Zürich übernimmt als Dienstleister Hosting und IT-Koordination. In der Weiterentwicklung von Erschliessungsstandards engagiert sich die Universitätsbibliothek Basel als Koordinatorin des Verbundkatalogs Handschriften, Archive, Nachlässe (HAN).
Die Basis bildet das System Visual Library der Firmen semantics GmbH und Walter Nagel GmbH & Co. KG. Das Projekt nutzt Erfahrungen von e-rara und wird im Kontext des Innovations- und Kooperationsprojekts e-lib.ch durchgeführt. Da sich e-manuscripta in inhaltlicher Hinsicht vor allem auf neuzeitliche Handschriften und Archivalien konzentriert, wird das Portal e-codices komplementär ergänzt.

## Projektziele
Die Plattform ergänzt als Präsentationstool Bibliotheksportale und Archivdatenbanken, zudem ermöglicht sie eine institutionsübergreifende Suche und ein virtuelles Zusammenführen verstreuter Bestände. Die Dokumente werden auch von Suchmaschinen gefunden. Die Digitalisate sind in der Regel gemeinfrei, sie können gratis online angeschaut oder als pdf heruntergeladen werden. Das Angebot wird kontinuierlich erweitert.
Ein Tool ermöglicht den Nutzenden die Mitarbeit an der Transkription von Manuskripten im Sinne der Citizen Science.